# Língua monguor

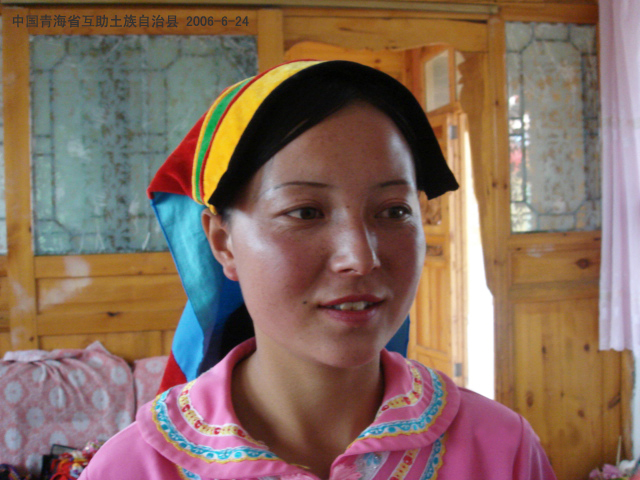
Mulher da etnia monguor no Condado de Huzhu, Xining, na província de Qinghai, China

O Monguor (chinês simplificado: 土族语, pinyin: Tǔzúyǔ; também escrita Mongour and Mongor é uma língua da família mongólica das línguas altaicas, fazendo parte da área linguística (sprachbund) de Gansu – Qinghai.  No ano de 2000, foram relatados cerca de 150 mil falantes do idioma, sendo considerado uma língua ativa e em baixo risco de extinção. Existem vários dialetos, a maioria falados por pessoas da etnia Monguor. 
Uma divisão em dois dialetos, O Mongghul, falado principalmente no Condado Autônomo de Huzhu Tu e o Mangghuer, em Minhe Hui e Tu, é considerada necessária por alguns linguistas. Uma escrita foi concebida para o Huzhu Monguor (Mongghul) no final do século XX, mas tem sido pouco utilizada. 
Enquanto o Mongghul recebeu uma forte influência do Tibetano Amdo, o mesmo se aplica para Mangghuer e a Língua chinesa, com dialetos locais de Chinês como o Gangou Gangou sendo influenciados por sua vez pelo monguor.

## Etimologia
O nome "Monguor" foi dado por estudiosos da língua durante a década de 1920, eles também são chamados de "Dɔld Mɔŋɤol" pelos mongóis da região, "Hor", pelos tibetanos, e "Turen" ou "Tumin" pelos chineses. Porém, com a exceção dos habitantes da região de Minher, a maior parte dos Monguor não se identifica com nenhum dos nomes citados, preferindo termos como Mɔŋɤʊl (Mongol), Mɔŋɤʊl kun (povo Mongol) "tɕiɢaːn mɔŋɤʊl", (Mongóis Brancos) ou "karloŋ" para se referir ao seu povo.

## Distribuição

Província de Qinghai, onde a maior parte da população monguor reside.

A população total de falantes da língua monguor gira em torno de 150 mil pessoas. Destas, cerca de 143 mil habitam a província de Qinghai, uma região localizada ao nordeste do Planalto do Tibete. Nela, existem três centros populacionais principais onde se concentram falantes do idioma

- Duluun Lunkuang 'Os Sete Vales', situado majoritariamente no Condado Autônomo de Huzhu Tu: Há cerca de 51,100 falantes de monguor. Nesta região, o dialeto mongghul é usado com maior frequência.

- Sanchuan 'Os Três Vales', localizado principamente no Condado Autônomo de Minhe Hui e Tu. Com cerca de 32,800 falantes, dialeto Mangghuer é o mais utilizado nessa região.

- Khre tse Bzhi 'Os Quatro Estados', no condado de Tongren, especificamente na Prefeitura Autônoma Tibetana de Huangnan, onde cerca de 7,400 pessoas falam o idioma.
- Há também um número expressivo de falantes de monguor nas regiões dos Condados de Datong (30,200) e de Ledu (5,800), além de um número estimado de cerca de 10 mil pessoas no Condado Autônomo Tibetano de Tianqing.[3]

## Fonologia

### Vogais
O monguor apresenta cinco vogais fonêmicas, /a/, /e/, /i/, /o/ e /u/, como pode ser visto na tabela abaixo. Para vogais não-centrais, a maior parte de suas fonéticas não são equivalentes aos valores associados com os símbolos designados. Ao invés disso, a maior parte das vogais são na verdade mais centrais em suas pronúncias do que os símbolos podem sugerir, dessa maneira, [o] costuma ser mais próximo do [ɵ] e assim por diante.
É também importante mencionar que todas as vogais são anasaladas quando antecedem uma consoante nasal, sendo este um efeito fonético e não fonêmico.
|         | Anterior | Central | Posterior |
| ------- | -------- | ------- | --------- |
| Fechada | i        |         | u         |
| Média   | e        |         | o         |
| Aberta  |          | a       |           |

- Em quase todos os casos, menos quando antecedido por uma consoante retroflexa, o /i/ pode ser pronunciado com uma certa espirantização. Isso ocorre mais frequentemente quando o /i/ aparece no início de palavras, sendo quase obrigatório nesse caso. a espirantização também costuma ocorrer com maior frequência em sílabas tônicas, sem a necessidade de uma consoante estar presente.[5]

### Consoantes
Os fonemas consonantais do monguor estão representados na tabela abaixo, que contêm tanto os símbolos fonéticos quanto os ortográficos. A ortografia utilizada para o monguor neste artigo é romanizada, isto é, ocorreu uma transcrição e uma transliteração da língua monguor para que ela fosse representada através do alfabeto latino.
|             |             | Labial        | Alveolar   | Palatal²  | Retroflexa  | Velar  | Uvular    |
| ----------- | ----------- | ------------- | ---------- | --------- | ----------- | ------ | --------- |
| Oclusiva    | aspirada    | pʰ (b)        | tʰ (d)     |           |             | kʰ (g) | qʰ (ɢ/gh) |
| Oclusiva    | surda       | p (p)         | t (t)      |           |             | k (k)  | q (kh)    |
| Africada    | aspirada    |               | tsʰ/dz (c) | tɕʰ/ʝ (j) | tʂʰ/dʐ (zh) |        |           |
| Africada    | aspirada    | dʑ (dz)       |            |           |             |        |           |
| Africada    | surda       |               | ts (z)     | tɕ (q)    | tʂ (ch)     |        |           |
| Africada    | surda       | tɕ(ts)        |            |           |             |        |           |
| Fricativa   | Fricativa   | f (f)         | s (s)      | ɕ (x)     | ʂ (sh)      |        | χ (h)     |
| Nasal       | Nasal       | m (m)         | n (n)      |           |             | ŋ (ng) |           |
| Aproximante | Aproximante | w/ʋ (u, o, w) | l (l)      | j (i, y)  | ɻ (r)       |        |           |

- /b/ é uma oclusiva bilabial surda que possui a tendência de aparecer no início das palavras, somente aparecendo no meio destas em empréstimos do chinês. O /p/ não aparece em nenhuma coda silábica[6]
- O único exemplo de /c/ sendo utilizado no meio de palavras foi relatado em frases exclamativas. Porém, como são exclamações, não é possível confirmar que elas representem o sistema regular da fonologia monguor.[6]

## Ortografia
O alfabeto monguor é semelhante ao alfabeto latino, porém sem a utilização da letra V, e com o uso de formas adicionais como Ch, Gh, Sh, Ng, Dz, Ts. Além da romanização mencionada anteriormente, há também relatos da utilização do sistema chinês Pinyin para representar a ortografia da língua monguor.

### Vogais
| Vogal | Ortografia | Ortografia                               | Exemplo em monguor | Português |
| ----- | ---------- | ---------------------------------------- | ------------------ | --------- |
| /a/   | [a]        | [a]                                      | nara               | sol       |
| /a/   | [æ]        | Depois de dʑ,tɕ e ɕ                      | ɕal - ɕæel         | espelho   |
| /a/   | [ɑ]        | Depois de ɢ, χ                           | ɢadʑær - ɢɑdʑær    | lugar     |
| /a/   | [ɑ̃]        | Antes de ŋ                               | rɢaŋ - rɢɑ̃ŋ        | poder     |
| /a/   | [ɤ]        | Sílaba não-tônica                        | kadam - kɤdam      | lobo      |
| /e/   | [ie]       | Depois de b, m, d, t, n, l               | de - die           | comer     |
| /e/   | [ɜ]        | Depois de g, k, χ, r                     | ger - gɜr          | casa      |
| /e/   | [æ]        | Depois do j                              | jerɵ - jærɵ        | procurar  |
| /i/   | [i]        | Sílaba inicial ou depois de dʑ, tɕ, ɕ, j | imel               | sela      |
| /i/   | [ɵ]        |                                          | kile - kɵle        | dizer     |
| /o/   | [o]        |                                          |                    |           |
| /o/   | [ʊ]        | Depois de χ, ɢ                           | xula - xʊla        | longe     |
| /o/   | [ɔ]        | Depois de ŋ, ɢ                           | noŋ - nɔŋ          | esse ano  |
| /o/   | [a]        | Depois de b, p, m, f                     | fon - fan          | ano       |
| /u/   | [u]        |                                          |                    |           |
| /u/   | [y]        | Depois de dʑ, tɕ, ɕ, j                   | ɕureː - ɕyreː      | acreditar |

#### Harmonia vocálica
A harmonia vocálica é uma característica comum das línguas mongólicas. No monguor, diferentemente do mongol, as vogais não chegam a seguir uma regra harmônica forte, mas ainda sim seguem uma certa regra harmônica. As vogais no monguor podem ser classificadas em três grupos: o grupo A  é para as vogais relativamente posteriores, a, o, ʊ; o grupo B seria composto por vogais relativamente anteriores, e o grupo C são aquelas vogais relativamente altas, u, i, ɵ. Em uma palavra, as vogais do grupo A e do grupo B não podem estar situadas em uma palavra, porém as do grupo C podem coexistir com as vogais de ambos os grupos. Como por exemplo:
| Exemplo em monguor | Português | Exemplo em monguor | Português |
| ------------------ | --------- | ------------------ | --------- |
| dalan              | setenta   | udaːn              | devagar   |
| ɕira               | primeiro  | daliː              | oceano    |
| fune               | nuvem     | neːten             | molhado   |
| nigɜ               | um        | tɕire              | lado      |
| tɕidɔɢʊ            | faca      | trgɜ               | vagão     |

#### Vogais longas
Além das vogais simples, o mongour também apresenta vogais longas, que ocorrem ao adicionar o símbolo dos dois pontos triângulares "ː" logo após a vogal. Como pode ser visto na tabela acima, a adição desse sinal pode acabar mudando o sentido da palavra.

| Vogais simples | Vogais simples     | Vogais simples | Vogais longas | Vogais longas      | Vogais longas |
| Vogal          | Exemplo em monguor | Português      | Vogal         | Exemplo em monguor | Português     |
| -------------- | ------------------ | -------------- | ------------- | ------------------ | ------------- |
| [a]            | ada-               | não poder      | [aː]          | aːda               | pai           |
| [e]            | te                 | ele            | [eː]          | teː-               | carregar      |
| [i]            | dʑilaː-            | lâmpada        | [iː]          | dʑiːla             | ansioso       |
| [o]            | nor                | erro           | [oː]          | noːr               | lago          |
| [ʊ]            | χʊla               | longe          | [ʊː]          | χʊːla              | comida        |
| [u]            | ula                | montanha       | [uː]          | uːla               | fechar        |

#### Ditongos
Existem sete ditongos no monguor, sendo eles: [ai], [au], [iu], [ui], [ua], [ʊi], [ʊa].
| Ditongo | Exemplo em monguor | Português | Ditongo | Exemplo em monguor | Português |
| ------- | ------------------ | --------- | ------- | ------------------ | --------- |
| [au]    | bau                | cair      | [ai]    | χaɢai              | porco     |
| [ʊa]    | ŋɢʊa               | lavar     | [ʊi]    | tolʊi              | cabeça    |
| [ua]    | kua                | sabão     | [ui]    | gui                | não ter   |
| [iu]    | diu                | incomodar |         |                    |           |

### Consoantes
| Consoante | Exemplo em monguor | Português | Consoante | Exemplo em monguor | Português |
| --------- | ------------------ | --------- | --------- | ------------------ | --------- |
| [b]       | bai-               | levantar  | [p]       | pai                | cama      |
| [d]       | daː-               | urso      | [t]       | taː-               | adivinhar |
| [g]       | gurɵ-              | tecer     | [k]       | kurɵ-              | chegar    |
| [ɢ]       | ɢadaː              | penhasco  | [χ]       | χadaː-             | secar     |
| [dz]      | dzauχa             | cozinha   | [ts]      | tsai               | chá       |
| [dʐ]      | dʐudʐan            | grosso    | [tʂ]      | tʂuan              | navio     |
| [dʑ]      | dʑi                | esticar   | [tɕ]      | tɕi                | você      |
| [s]       | siː                | não       | [ʂ]       | ʂde                | cedo      |
| [ɕ]       | ɕinɵ               | novo      | [ŋ]       | teŋgɵ              | aquilo    |
| [m]       | moːr               | estrada   | [n]       | noːr               | dormir    |
| [r]       | re-                | vir       | [l]       | lalaŋ              | jovem     |
| [ʋ]       | ʋiː                | ser       | [f]       | fiː                | floresta  |
| [j]       | jau-               | ir        |           |                    |           |

#### Encontros consonantais
| Encontro consonantal | Exemplo em monguor | Português | Encontro consonantal | Exemplo em monguor | Português    | Encontro consonantal | Exemplo em Monguor | Português    |
| -------------------- | ------------------ | --------- | -------------------- | ------------------ | ------------ | -------------------- | ------------------ | ------------ |
| sb                   | sba                | página    | sdz                  | sdzu               | água         | sm                   | smeːn              | templo       |
| sn                   | snaː               | extensão  | sg                   | sgɵl               | escutar      | sɢ                   | sɢan               | belo         |
| ɕm                   | ɕmu                | chupar    | ɕn                   | ɕnaːlɵ             | deprimido    | ʂd                   | ʂda                | permitir     |
| ʂdʐ                  | ʂdʐaŋ              | sentir    | ʂg                   | ʂgɜ                | grande       | ʂɢ                   | ʂɢai               | perna        |
| χg                   | χgɜr               | som       | χɢ                   | χɢai               | porco        | nd                   | ndur               | alto         |
| nt                   | ntɵraː             | dormir    | ndʑ                  | ndʑæsɵ             | arado        | ntɕ                  | ntɕiːla            | estar pronto |
| ŋg                   | ŋgo                | cor       | mb                   | mbaː               | certo        | nts                  | ntsɔɢla            | juntar       |
| ŋɢ                   | ŋɢʊasɵ             | lã        | ŋk                   | ŋkorlo             | espelho      | rb                   | rbaː               | cicatriz     |
| rm                   | rmu                | traço     | rd                   | rdem               | conhecimento | rg                   | rgu                | costas       |
| rɢ                   | rɢaŋ               | poder     | rdʑ                  | rdʑiur             | borda        |                      |                    |              |

## Gramática

### Substantivos
Em relação ao monguor, é possível fazer a distinção de dois tipos de substantivos. Os substantivos lexicais são palavras que servem como a cabeça de uma frase nominal. Os pronomes, por outro lado, não aparecem com nenhum modificador, apesar disso, ainda apresentam as propriedades sintáticas de uma frase nominal completa. 

#### Substantivos lexicais
Os substantivos lexicais são palavras que apresentam um conjunto único de propriedades morfológicas e sintáticas. Eles podem ser identificados através de diversos critérios estruturais adicionais, podendo servir como marcações, como outros clíticos, como por exemplo o enclítico reflexivo possessivo "-nang", podendo aparecer como sujeito ou objeto direto em uma cláusula, além de poderem aparecer em frases pós-posicionais.
Adjetivos lexicais também podem ser utilizados como substantivos, sem a sua derivação morfológica. Apesar disso, adjetivos ainda sim constituem uma classe lexical separada.
Já os verbos lexicais podem se tornar substantivos derivados por dois meios: pela estratégia da nominalização, e pela adição do sufixo derivativo -gin, que o torna um substantivo de agente, como pode ser demonstrado através da palavra  "kerli-qin", cuja tradução é "pedinte", derivada do verbo "kerli", que significa pedir, querer.

#### Pronomes pessoais
Um fenômeno frequentemente observado nas línguas mongólicas, é uma distinção que ocorre entre os pronomes pessoais entre formas que incluam o ouvinte( inclusivas) e as que não o incluam(exclusivas). Apesar disso, como o monguor forma os seus pronomes da primeira pessoa do plural através dá raiz "-du", os meios morfológicos para a distinção entre inclusivo e exclusivo se perdeu neste idioma.
Já em relação as formas da terceira pessoa, o comportamento inteiramente regular do pronome "gan" contrasta com as irregularidades observadas em outros pronomes pessoais do monguor, o que faz estudiosos acreditarem que essa é uma característica desenvolvida recentemente.
| Pessoa:  | Pessoa:   | Português | Exemplo em monguor | Exemplo em monguor | Exemplo em monguor    | Exemplo em monguor |
| Pessoa:  | Pessoa:   | Português | Caso:              | Caso:              | Caso:                 | Caso:              |
| Pessoa:  | Pessoa:   | Português | Nominativo         | Acusativo          | Dativo                | Genitivo           |
| -------- | --------- | --------- | ------------------ | ------------------ | --------------------- | ------------------ |
| Singular | 1º pessoa | eu        | bi                 | nɑmei, nɑngdɑ      | nɑmei=du, nɑngdɑ(=du) | mu=ni              |
| Singular | 2º pessoa | tu        | qi                 | qimei              | qimei(=du)            | qi=ni              |
| Singular | 3º pessoa | ele/ela   | gɑn                | gɑn=ni             | gɑn=du                | gɑn=ni             |

A forma dativa do primeira e da segunda pessoa do singular são formadas ao acrescentar o dativo enclítico "-du" á raíz do pronome acusador. Para a forma da segunda pessoa "quimei" e da primeira pessoa "nangda", o dativo é opcional. A primeira pessoa do singular também pode ser referida pelo pronome "gulian", e as formas "namei" e "nangda" também podem aparecer como "damei" e "dangda" respectivamente.
| Pessoa: | Pessoa:   | Exemplo em monguor | Exemplo em monguor | Exemplo em monguor   | Português           |
| Pessoa: | Pessoa:   | Raíz               | Plural genérico    | Com numeral coletivo | Português           |
| ------- | --------- | ------------------ | ------------------ | -------------------- | ------------------- |
| Plural  | 1º pessoa | da                 | tasi               | dɑ ghu-la            | nós dois            |
| Plural  | 1º pessoa | da                 | tasi               | dɑ sɑnge-la          | nós três            |
| Plural  | 2º pessoa | ta                 | tasi               | tɑ ghu-la            | vocês dois          |
| Plural  | 3º pessoa | gan                | gɑnsi              | gan ghu-la           | eles dois/elas duas |
| Plural  | 3º pessoa | gan                | gɑnsi              | gan sange-la         | eles/elas três      |

Quando o objeto de uma frase nominal está no plural, é possível utilizar um numeral pós-nominal, marcado pela enclítica comitativa "-la", para indicar que a ação verbal foi realizada por vários atores em conjunto, ou para sugerir que os participantes devem ser vistos como um grupo. Como esse indicador de coletivo parece ser a formação mais comum desse tipo de construção gramatical, ele foi chamado de "numeral coletivo". Acredita-se que essa enclítica comitativa seja um legado de uma forma comitativa comum nas línguas mongólicas, visto que outras formas de numerais coletivos também foram relatados no mongol escrito.

#### Flexão em número
|          | Sufixo                 | Exemplo em monguor | Português         |
| -------- | ---------------------- | ------------------ | ----------------- |
| Singular | -gɜ/-ŋgɜ               | gɜr-gɜ             | casa              |
| Plural   | -sgɜ/-xgɜ              | gɜr-sgɜ            | casas             |
| Plural   | -ŋgula/ -nŋgula/ -gula | Mɔŋɢʊl-gula        | Mongois           |
| Plural   | -s                     | mulaː-s            | jovens            |
| Plural   | -si                    | kun-si             | pessoas           |
| Plural   | -tang                  | diu-tang           | irmãos mais novos |

#### Sufixos de caso
|              | Sufixo                        | Exemplo em monguor | Português         |
| ------------ | ----------------------------- | ------------------ | ----------------- |
| Nominativo   | -0                            | gɜr                | casa              |
| Genitivo     | -nɵ (-na/ -no/ -lɵ/ -rɵ/ -ni) | gɜr-rɵ             | de casa           |
| Dativo       | -dɵ/ -du                      | gɜr-dɵ             | na casa           |
| Ablativo     | -sa                           | gɜr-sa             | da casa           |
| Instrumental | -la                           | gɜr-la             | pela casa         |
| Comitativo   | -diː                          | gɜr-diː            | com a casa        |
| Locativo     | -rɜ                           | gɜr-rɜ             | dentro da casa    |
| Delativo     | -dʐɵ                          | gɜr-dʐɵ            | em direção a casa |
| Limitivo     | -χɔŋ/ -lɔŋ/ -dɔŋ              | gɜr-χɔŋ            | ao redor da casa  |

#### Sufixos reflexivos e possessivos
Além dos citados na tabela abaixo, também é possível indicar posse através dos enclíticos possessivos "-nang" e "-ni". O primeiro é uma forma reflexiva possessiva, que em tradução literal significa "o próprio". Já o segundo enclítico indica que algo é possuído por alguém, podendo ser traduzido como "dele" ou "dela" dependendo do contexto
|            | Sufixo         | Exemplo em monguor | Português                  |
| ---------- | -------------- | ------------------ | -------------------------- |
| Possessivo | -nɵ            | gɜr-nɵ             | a casa dele                |
| Reflexivo  | -naː/-laː/-raː | gɜr-ra             | a própria casa (de alguém) |

#### Voz verbal
| Voz       | Sufixo   | Exemplo em monguor | Português           |
| --------- | -------- | ------------------ | ------------------- |
| Ativa     | -0       | ide                | comer               |
| Causativa | -lɢa/-ɢa | ide-lɢa            | deixar alguém comer |
| Recíproca | ldɵ/-ldu | ide-ldɵ            | comer juntos        |

#### Imperativo
No modo imperativo, somente uma única distinção flexional é feita: a concordância com a pessoa que o assunto se refere. A tensão/aspecto e a perspectiva do subjetivo/objetivo não são marcadas como verbo neste modo. Existem morfologias separadas para se referir primeira, segunda e terceira pessoa no imperativo, como pode ser visto na tabela abaixo
|            | Sufixo            | Exemplo em monguor | Português         |
| ---------- | ----------------- | ------------------ | ----------------- |
| Voluntário | -ja               | bu ide-ja          | Eu comerei        |
| Imperativo | -0                | tɕɵ ide            | Tu comerás!       |
| Concessivo | -laχgɵ/ -lagɵ     | te ide-laχgɵ       | Deixe ele comer   |
| Dubitativo | -gudʑeː/ -guidʑeː | te ide-gudʑeː      | Ele poderia comer |

O sufixo adicional "-sa", que normalmente é utilizado para a criação de verbos que não estejam na forma infinitiva, também possui uma certa função especial, pois pode ser utilizado no modo imperativo para fazer pedidos de uma forma educada, e parece estar no processo de se tornar um membro adicional dos paradigmas dos verbos no imperativo.

## Vocabulário

### Numerais
Numerais mongóis como os seguintes  são utilizados somente no dialeto Mongghul, enquanto os falantes de Mangghuer utilizam a contagem em Chinês. Observe que, embora a escrita mongol tenha apenas arban para 'dez', o Mongol médio *harpa /n incluindo *h pode ser reconstruído a partir das escritas.
|    | Português | Mongol     | Monguor  |
| 1  | Nigen     | Nige       | Nige     |
| 2  | Dois      | Qoyar      | Ghoori   |
| 3  | Três      | Ghurban    | Ghuran   |
| 4  | Quatro    | Dörben     | Deeran   |
| 5  | Cinco     | Tabun      | Tawun    |
| 6  | Seis      | Jirghughan | Jirighun |
| 7  | Sete      | Dologhan   | Duluun   |
| 8  | Oito      | Naiman     | Niiman   |
| 9  | Nove      | Yisün      | Shdzin   |
| 10 | Dez       | Arban      | Haran    |

|                           | Amostra de texto: |
| ------------------------- | --- |
| Monguor (Huzhu Mongghul)  | "Ne ndahgini ayiliwa. Budahgini ayili ghualigi turua yii. Te ghoori ulani jiuraniwa. Hawurishdi ndani ayili hudi saighannii. Buudi hudi nughuunna. Xjuusihgi yiiguala nughuungi laxja. Ndani ayilidi hujinduluun qinsang yii. Qinsang yiiguala Mongghulwa."                         |
| Monguor (Minhe Mangghuer) | "Ni dasi ni yimegh bang. Dasini yimegh ghuergedu bang. Ghuer wula jiura bang. Nazher kuersa dasini yimegh hudu zaihang bang. Beghesi hudu nuoghuang bang. Beghesi yigua nughuorolang. Dansini yimeghdu sanshiqi jiazi ger bang. Yigua Mangghuer bang"                               |
| Português                 | "Esta é a nossa aldeia. Nossa aldeia está em um vale. Está situado entre duas colinas. Nossa aldeia é muito bonita na primavera. O trigo é muito verde então. Todas as árvores têm folhas verdes. Existem 37 famílias na nossa aldeia. Todas as famílias são Mongghul / Mangghuer." |